# Castandet
Castandet é uma comuna francesa na região administrativa da Nova Aquitânia, no departamento Landes. Estende-se por uma área de 16,3 km². Em 2010 a comuna tinha 412 habitantes (densidade: 25,3 hab./km²).